# Frankrijk op het wereldkampioenschap voetbal 1998
Frankrijk was een van de deelnemende landen aan het wereldkampioenschap voetbal 1998 in Frankrijk. Het was de tiende deelname voor Les Bleus. Het gastland werd onder leiding van bondscoach Aimé Jacquet wereldkampioen door in de finale met 3-0 te winnen van Brazilië. Voor Frankrijk was dit het eerste wereldkampioenschap in haar geschiedenis.

## Kwalificatie
Frankrijk was als gastland rechtstreeks geplaatst voor het WK.

## Het wereldkampioenschap

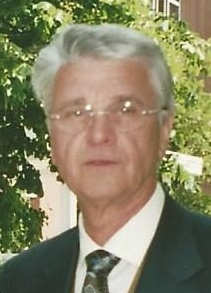
Bondscoach Aimé Jacquet.

Frankrijk werd op het WK ondergebracht in groep C, samen met Zuid-Afrika, Denemarken en Saoedi-Arabië.
Het team van bondscoach Aimé Jacquet begon op 12 juni 1998 aan het toernooi in eigen land. Frankrijk startte het toernooi met Stéphane Guivarc'h als diepe spits, Didier Deschamps en Emmanuel Petit als controlerende middenvelders en Zinédine Zidane, Youri Djorkaeff en Thierry Henry in steun van diepe spits Guivarc'h. De bondscoach moest echter al na 26 minuten ingrijpen. Guivarc'h verliet geblesseerd het veld en werd vervangen door Christophe Dugarry. Een gouden wissel zo bleek, want tien minuten later opende Dugarry de score. Via een eigen doelpunt van Pierre Issa, de Zuid-Afrikaanse verdediger van Olympique Marseille, en een treffer van Thierry Henry won Frankrijk uiteindelijk overtuigend met 3-0.
In zijn tweede groepswedstrijd deed Frankrijk nog beter. Les Bleus hadden geen moeite met het Saoedi-Arabië van Carlos Alberto Parreira, de Braziliaanse bondscoach die vier jaar eerder wereldkampioen was geworden met zijn vaderland. Via doelpunten van Henry (2x), David Trezeguet en Bixente Lizarazu werd het 4-0 voor de Fransen. De uitsluiting van Zinédine Zidane was echter een domper op de feestvreugde. De spelverdeler kreeg na zo'n 70 minuten rood voor natrappen op de Saoedi-Arabische aanvoerder Fuad Amin.
Voor de derde groepswedstrijd liet Jacquet enkele spelers rusten. Djorkaeff nam de plaats van de geschorste Zidane in, terwijl in de verdediging Vincent Candela, Christian Karembeu en Franck Lebœuf hun debuut mochten maken. Op het middenveld kreeg Patrick Vieira zijn eerste basisplaats op het WK. Frankrijk won het duel met 2-1 dankzij een penaltygoal van Djorkaeff en doelpunt van Petit.
In de achtste finale trof Frankrijk het Paraguay van de Braziliaanse coach Paulo César Carpegiani. Lilian Thuram, Laurent Blanc, Lizarazu, Deschamps en Henry keerden terug in het elftal. Het gesloten duel eindigde in een scoreloos gelijkspel. In de verlengingen bezorgde Blanc zijn elftal met een golden goal een plaats in de kwartfinale.
Voor de kwartfinale tegen Italië keerde Zidane terug in het elftal. De Franse spelverdeler zag de wedstrijd net als tegen Paraguay in een scoreloos gelijkspel eindigen. Omdat er ditmaal ook in de verlengingen niet gescoord werd, volgde er een strafschoppenreeks. Frankrijk won met 4-3, nadat Luigi Di Biagio de beslissende strafschop tegen de deklat trapte.
In de halve finale wachtte WK-revelatie Kroatië. In het elftal van bondscoach Miroslav Blažević was het vooral uitkijken naar de sluwe spits Davor Šuker. Net na de rust liep de aanvaller van Real Madrid op het juiste moment de diepte in. Hij tikte de bal beheerst onder Barthez in doel: 0-1 voor Kroatië. Een minuut bracht rechtsachter Lilian Thuram de score opnieuw in evenwicht. De verdediger ging hoog storen en veroverde de bal net buiten het Kroatische strafschopgebied. Hij zette een een-twee op met Djorkaeff en trapte de bal vervolgens koelbloedig voorbij de Kroatische keeper Dražen Ladić: 1-1. Het was zijn eerste treffer voor de Franse nationale ploeg. Zo'n 25 minuten later werd Thuram helemaal de held van de avond. De rechtsachter ging opnieuw hoog storen, veroverde de bal en trapte hem met links in de verste hoek binnen: 2-1. Het waren de twee eerste en enige treffers uit de interlandcarrière van Thuram.
Frankrijk mocht in de finale opnemen tegen toernooifavoriet en titelverdediger Brazilië. In de aanloop naar de finale in het Stade de France ging alle aandacht naar de Braziliaanse stervoetballer Ronaldo, die volgens de pers een epileptische aanval had gekregen. Ronaldo zelf ontkende dit later. Ook tijdens de finale zelf ging alle aandacht al snel naar de Braziliaanse spits. In de eerste helft liep hij de diepte in, maar kwam hij tot botsing met doelman Fabien Barthez. Ronaldo bleef even roerloos liggen, maar speelde uiteindelijk toch verder. In de rest van de finale kwam hij er niet meer aan te pas. Het was Zidane, die het toernooi als antiheld begonnen was, die de hoofdrol opeiste. In de eerste helft bezorgde hij zijn team een voorsprong van twee doelpunten door twee keer op bijna identieke wijze een hoekschop tegen de netten te koppen. In de slotseconden van de wedstrijd scoorde Emmanuel Petit nog een derde Franse treffer. Het was de eerste keer dat Frankrijk wereldkampioen werd.
Na afloop van het toernooi kreeg Frankrijk ook de FIFA Fair Play-trofee en de prijs voor meest entertainende team. Barthez werd uitgeroepen tot de beste doelman van het WK en mocht de Yashin Award in ontvangst nemen.

### Uitrustingen
| Thuis | Uit | Doelman | Doelman | Doelman |

### Technische staf
| Naam              | Functie           |
| ----------------- | ----------------- |
| Technische staf   |                   |
| Aimé Jacquet      | Bondscoach        |
| Roger Lemerre     | Assistent-trainer |
| Philippe Bergeroo | Keeperstrainer    |
| Henri Émile       | Teammanager       |

### Selectie en statistieken
| Nr. | Naam               | Geboortedatum | GW |   |   |   |   |   |   | Club                | Positie(s) |
| --- | ------------------ | ------------- | -- | - | - | - | - | - | - | ------------------- | ---------- |
| 1   | Bernard Lama       | 07-04-1963    | 0  | 0 | 0 | 0 | 0 | 0 | 0 | Paris Saint-Germain | GK         |
| 2   | Vincent Candela    | 24-10-1973    | 1  | 0 | 0 | 0 | 0 | 0 | 0 | AS Roma             | LB, RB     |
| 3   | Bixente Lizarazu   | 09-12-1969    | 6  | 1 | 1 | 0 | 0 | 0 | 0 | Bayern München      | LB         |
| 4   | Patrick Vieira     | 23-06-1976    | 2  | 0 | 1 | 0 | 0 | 1 | 0 | Arsenal             | CM, DM     |
| 5   | Laurent Blanc      | 19-11-1965    | 5  | 1 | 1 | 0 | 1 | 0 | 0 | Olympique Marseille | CB         |
| 6   | Youri Djorkaeff    | 09-03-1968    | 7  | 1 | 0 | 0 | 0 | 1 | 3 | Internazionale      | AM, CF     |
| 7   | Didier Deschamps   | 15-10-1968    | 6  | 0 | 3 | 0 | 0 | 0 | 0 | Juventus            | DM         |
| 8   | Marcel Desailly    | 07-09-1968    | 7  | 0 | 0 | 1 | 0 | 0 | 0 | Chelsea             | CB, DM     |
| 9   | Stéphane Guivarc'h | 06-09-1970    | 6  | 0 | 1 | 0 | 0 | 2 | 4 | Auxerre             | CF         |
| 10  | Zinédine Zidane    | 23-06-1972    | 5  | 2 | 1 | 0 | 1 | 0 | 0 | Juventus            | AM         |
| 11  | Robert Pirès       | 29-10-1973    | 3  | 0 | 0 | 0 | 0 | 2 | 1 | FC Metz             | LW, AM     |
| 12  | Thierry Henry      | 17-08-1977    | 6  | 3 | 0 | 0 | 0 | 3 | 2 | AS Monaco           | CF, LW, RW |
| 13  | Bernard Diomède    | 23-01-1974    | 3  | 0 | 1 | 0 | 0 | 0 | 2 | Auxerre             | LW, LM     |
| 14  | Alain Boghossian   | 27-10-1970    | 5  | 0 | 0 | 0 | 0 | 4 | 0 | Sampdoria           | CM, DM, RM |
| 15  | Lilian Thuram      | 01-01-1972    | 6  | 2 | 0 | 0 | 0 | 0 | 0 | Parma               | RB         |
| 16  | Fabien Barthez     | 28-06-1971    | 7  | 0 | 0 | 0 | 0 | 0 | 0 | AS Monaco           | GK         |
| 17  | Emmanuel Petit     | 22-09-1970    | 6  | 2 | 1 | 0 | 0 | 0 | 3 | Arsenal             | CM, LM     |
| 18  | Frank Lebœuf       | 22-01-1968    | 3  | 0 | 0 | 0 | 0 | 1 | 0 | Chelsea             | CB         |
| 19  | Christian Karembeu | 03-12-1970    | 4  | 0 | 1 | 0 | 0 | 0 | 3 | Real Madrid         | DM, RM, RB |
| 20  | David Trezeguet    | 15-10-1977    | 6  | 1 | 0 | 0 | 0 | 4 | 1 | AS Monaco           | CF         |
| 21  | Christophe Dugarry | 24-03-1972    | 3  | 1 | 0 | 0 | 0 | 2 | 1 | Olympique Marseille | CF, RW, AM |
| 22  | Lionel Charbonnier | 25-10-1966    | 0  | 0 | 0 | 0 | 0 | 0 | 0 | Auxerre             | GK         |

### Wedstrijden

#### Klassement groep C
| Land          | Wed | Win | Gel | Ver | DV | DT | +/− | Pnt |
| ------------- | --- | --- | --- | --- | -- | -- | --- | --- |
| Frankrijk     | 3   | 3   | 0   | 0   | 9  | 1  | +8  | 9   |
| Denemarken    | 3   | 1   | 1   | 1   | 3  | 3  | 0   | 4   |
| Zuid-Afrika   | 3   | 0   | 2   | 1   | 3  | 6  | -3  | 2   |
| Saoedi-Arabië | 3   | 0   | 1   | 2   | 2  | 7  | -5  | 1   |

#### Groepsfase
|                            |                                         |         |             | |
| 12 juni 1998 21:00 (UTC+1) | Frankrijk                               | 3 – 0   | Zuid-Afrika | Stade Vélodrome, Marseille Toeschouwers: 55.000 Scheidsrechter: Márcio Rezende de Freitas (Brazilië) |
| 12 juni 1998 21:00 (UTC+1) | Dugarry 36' Issa 77' (e.d.) Henry 90+2' | Verslag |             | Stade Vélodrome, Marseille Toeschouwers: 55.000 Scheidsrechter: Márcio Rezende de Freitas (Brazilië) |

| Frankrijk | Zuid-Afrika |

| Frankrijk:     |    |                    |         |
|                |    |                    |         |
| GK             | 16 | Fabien Barthez     |         |
| RB             | 15 | Lilian Thuram      |         |
| CB             | 5  | Laurent Blanc      |         |
| CB             | 8  | Marcel Desailly    |         |
| LB             | 3  | Bixente Lizarazu   |         |
| CM             | 7  | Didier Deschamps   | 53'     |
| CM             | 17 | Emmanuel Petit     | 28' 73' |
| RW             | 12 | Thierry Henry      |         |
| AM             | 10 | Zinédine Zidane    | 75'     |
| LW             | 6  | Youri Djorkaeff    | 84'     |
| CF             | 9  | Stéphane Guivarc'h | 26'     |
| Wisselspelers: |    |                    |         |
| FW             | 21 | Christophe Dugarry | 26'     |
| MF             | 14 | Alain Boghossian   | 73'     |
| FW             | 20 | David Trezeguet    | 84'     |
| Coach:         |    |                    |         |
| Aimé Jacquet   |    |                    |         |

| Zuid-Afrika:       |    |                   |     |
|                    |    |                   |     |
| GK                 | 1  | Hans Vonk         |     |
| RWB                | 4  | Willem Jackson    | 39' |
| CB                 | 21 | Pierre Issa       |     |
| CB                 | 5  | Mark Fish         |     |
| CB                 | 19 | Lucas Radebe      |     |
| LWB                | 3  | David Nyathi      |     |
| CM                 | 12 | Brendan Augustine | 56' |
| CM                 | 10 | John Moshoeu      |     |
| CM                 | 7  | Quinton Fortune   |     |
| CF                 | 6  | Phil Masinga      |     |
| CF                 | 17 | Benni McCarthy    | 89' |
| Wisselspelers:     |    |                   |     |
| MF                 | 11 | Helman Mkhalele   | 56' |
| FW                 | 9  | Shaun Bartlett    | 89' |
| Coach:             |    |                   |     |
| Philippe Troussier |    |                   |     |

|                            |                                           |         |               |                                                                                                 |
| 18 juni 1998 21:00 (UTC+1) | Frankrijk                                 | 4 – 0   | Saoedi-Arabië | Stade de France, Saint-Denis Toeschouwers: 80.000 Scheidsrechter: Arturo Brizio Carter (Mexico) |
| 18 juni 1998 21:00 (UTC+1) | Henry 37', 78' Trezeguet 68' Lizarazu 85' | Verslag |               | Stade de France, Saint-Denis Toeschouwers: 80.000 Scheidsrechter: Arturo Brizio Carter (Mexico) |

| Frankrijk | Saoedi-Arabië |

| Frankrijk:     |    |                    |     |
|                |    |                    |     |
| GK             | 16 | Fabien Barthez     |     |
| RB             | 15 | Lilian Thuram      |     |
| CB             | 5  | Laurent Blanc      | 36' |
| CB             | 8  | Marcel Desailly    |     |
| LB             | 3  | Bixente Lizarazu   | 50' |
| CM             | 14 | Alain Boghossian   |     |
| CM             | 7  | Didier Deschamps   |     |
| RW             | 12 | Thierry Henry      | 79' |
| AM             | 10 | Zinédine Zidane    | 71' |
| LW             | 13 | Bernard Diomède    | 58' |
| CF             | 21 | Christophe Dugarry | 30' |
| Wisselspelers: |    |                    |     |
| FW             | 20 | David Trezeguet    | 30' |
| MF             | 6  | Youri Djorkaeff    | 58' |
| MF             | 11 | Robert Pirès       | 79' |
| Coach:         |    |                    |     |
| Aimé Jacquet   |    |                    |     |

| Saoedi-Arabië:          |    |                      |         |
|                         |    |                      |         |
| GK                      | 1  | Mohamed Al-Deayea    |         |
| RB                      | 2  | Mohammed Al-Jahani   | 7' 76'  |
| CB                      | 3  | Mohammed Al-Khilaiwi | 19'     |
| CB                      | 4  | Abdullah Zubromawi   |         |
| LB                      | 13 | Hussein Sulaimani    |         |
| RM                      | 7  | Ibrahim Al-Shahrani  |         |
| CM                      | 6  | Fuad Amin            |         |
| CM                      | 16 | Khamis Al-Owairan    |         |
| LM                      | 20 | Hamzah Saleh         |         |
| CF                      | 9  | Sami Al-Jaber        | 82'     |
| CF                      | 10 | Saeed Al-Owairan     | 33'     |
| Wisselspelers:          |    |                      |         |
| MF                      | 12 | Ibrahim Al-Harbi     | 33' 65' |
| MF                      | 14 | Khalid Al-Muwallid   | 65'     |
| DF                      | 17 | Ahmed Dokhi          | 76'     |
| Coach:                  |    |                      |         |
| Carlos Alberto Parreira |    |                      |         |

|                            |                                |         |                       |                                                                                     |
| 24 juni 1998 16:00 (UTC+1) | Frankrijk                      | 2 – 1   | Denemarken            | Stade Gerland, Lyon Toeschouwers: 39.100 Scheidsrechter: Pierluigi Collina (Italië) |
| 24 juni 1998 16:00 (UTC+1) | Djorkaeff 12' (pen.) Petit 56' | Verslag | 42' (pen.) M. Laudrup | Stade Gerland, Lyon Toeschouwers: 39.100 Scheidsrechter: Pierluigi Collina (Italië) |

| Frankrijk | Denemarken |

| Frankrijk:     |    |                    |     |
|                |    |                    |     |
| GK             | 16 | Fabien Barthez     |     |
| RB             | 19 | Christian Karembeu |     |
| CB             | 18 | Frank Lebœuf       |     |
| CB             | 8  | Marcel Desailly    |     |
| LB             | 2  | Vincent Candela    |     |
| CM             | 4  | Patrick Vieira     | 62' |
| CM             | 17 | Emmanuel Petit     | 64' |
| RW             | 11 | Robert Pirès       | 71' |
| AM             | 6  | Youri Djorkaeff    |     |
| LW             | 13 | Bernard Diomède    | 53' |
| CF             | 20 | David Trezeguet    | 85' |
| Wisselspelers: |    |                    |     |
| MF             | 14 | Alain Boghossian   | 64' |
| FW             | 12 | Thierry Henry      | 71' |
| FW             | 9  | Stéphane Guivarc'h | 85' |
| Coach:         |    |                    |     |
| Aimé Jacquet   |    |                    |     |

| Denemarken:    |    |                    |         |
|                |    |                    |         |
| GK             | 1  | Peter Schmeichel   |         |
| RB             | 13 | Jacob Laursen      | 46'     |
| CB             | 3  | Marc Rieper        |         |
| CB             | 4  | Jes Høgh           |         |
| LB             | 5  | Jan Heintze        |         |
| RW             | 21 | Martin Jørgensen   | 54'     |
| CM             | 6  | Thomas Helveg      |         |
| CM             | 7  | Allan Nielsen      |         |
| LW             | 2  | Michael Schjønberg |         |
| AM             | 10 | Michael Laudrup    |         |
| CF             | 11 | Brian Laudrup      | 75'     |
| Wisselspelers: |    |                    |         |
| DF             | 12 | Søren Colding      | 46' 65' |
| FW             | 19 | Ebbe Sand          | 54'     |
| MF             | 15 | Stig Tøfting       | 75' 78' |
| Coach:         |    |                    |         |
| Bo Johansson   |    |                    |         |

#### Achtste finale
|                            |            |              |          | |
| 28 juni 1998 16:30 (UTC+1) | Frankrijk  | 1 – 0 (n.v.) | Paraguay | Stade Félix Bollaert, Lens Toeschouwers: 31.800 Scheidsrechter: Ali Bujsaim (Verenigde Arabische Emiraten) |
| 28 juni 1998 16:30 (UTC+1) | Blanc 114' | Verslag      |          | Stade Félix Bollaert, Lens Toeschouwers: 31.800 Scheidsrechter: Ali Bujsaim (Verenigde Arabische Emiraten) |

| Frankrijk | Paraguay |

| Frankrijk:     |    |                    |     |
|                |    |                    |     |
| GK             | 16 | Fabien Barthez     |     |
| RB             | 15 | Lilian Thuram      |     |
| CB             | 5  | Laurent Blanc      |     |
| CB             | 8  | Marcel Desailly    |     |
| LB             | 3  | Bixente Lizarazu   |     |
| CM             | 7  | Didier Deschamps   |     |
| CM             | 17 | Emmanuel Petit     | 69' |
| RW             | 12 | Thierry Henry      | 64' |
| AM             | 6  | Youri Djorkaeff    |     |
| LW             | 13 | Bernard Diomède    | 76' |
| CF             | 20 | David Trezeguet    |     |
| Wisselspelers: |    |                    |     |
| MF             | 11 | Robert Pirès       | 64' |
| MF             | 14 | Alain Boghossian   | 69' |
| FW             | 9  | Stéphane Guivarc'h | 76' |
| Coach:         |    |                    |     |
| Aimé Jacquet   |    |                    |     |

| Paraguay:              |    |                         |         |
|                        |    |                         |         |
| GK                     | 1  | José Luis Chilavert     | 19'     |
| RWB                    | 2  | Francisco Arce          | 84'     |
| CB                     | 4  | Carlos Gamarra          |         |
| CB                     | 5  | Celso Ayala             |         |
| CB                     | 11 | Pedro Sarabia           |         |
| LWB                    | 21 | Jorge Luis Campos       | 55'     |
| CM                     | 10 | Roberto Acuña           |         |
| CM                     | 16 | Julio César Enciso      | 32'     |
| CM                     | 13 | Carlos Humberto Paredes | 75'     |
| CF                     | 15 | Miguel Ángel Benítez    | 23'     |
| CF                     | 9  | José Cardozo            | 91'     |
| Wisselspelers:         |    |                         |         |
| MF                     | 7  | Julio César Yegros      | 55'     |
| DF                     | 20 | Denis Caniza            | 75'     |
| MF                     | 8  | Aristides Rojas         | 91' 99' |
| Coach:                 |    |                         |         |
| Paulo César Carpegiani |    |                         |         |

#### Kwartfinale
|                           |                                                |              |                                       |                                                                                           |
| 3 juli 1998 16:30 (UTC+1) | Italië                                         | 0 – 0 (n.v.) | Frankrijk                             | Stade de France, Saint-Denis Toeschouwers: 77.000 Scheidsrechter: Hugh Dallas (Schotland) |
| 3 juli 1998 16:30 (UTC+1) | Verslag                                        |              |                                       | Stade de France, Saint-Denis Toeschouwers: 77.000 Scheidsrechter: Hugh Dallas (Schotland) |
| 3 juli 1998 16:30 (UTC+1) | Strafschoppen                                  |              |                                       | Stade de France, Saint-Denis Toeschouwers: 77.000 Scheidsrechter: Hugh Dallas (Schotland) |
| 3 juli 1998 16:30 (UTC+1) | R. Baggio Albertini Costacurta Vieri Di Biagio | 3 – 4        | Zidane Lizarazu Trezeguet Henry Blanc | Stade de France, Saint-Denis Toeschouwers: 77.000 Scheidsrechter: Hugh Dallas (Schotland) |

| Italië | Frankrijk |

| Italië:        |    |                       |         |
|                |    |                       |         |
| GK             | 12 | Gianluca Pagliuca     |         |
| RB             | 2  | Giuseppe Bergomi      | 28'     |
| CB             | 4  | Fabio Cannavaro       |         |
| CB             | 5  | Alessandro Costacurta | 113'    |
| LB             | 3  | Paolo Maldini         |         |
| RM             | 17 | Francesco Moriero     |         |
| CM             | 11 | Dino Baggio           | 52'     |
| CM             | 14 | Luigi Di Biagio       |         |
| LM             | 7  | Gianluca Pessotto     | 90'     |
| AM             | 10 | Alessandro Del Piero  | 26' 67' |
| CF             | 21 | Christian Vieri       |         |
| Wisselspelers: |    |                       |         |
| MF             | 9  | Demetrio Albertini    | 52'     |
| FW             | 18 | Roberto Baggio        | 67'     |
| MF             | 15 | Angelo Di Livio       | 90'     |
| Coach:         |    |                       |         |
| Cesare Maldini |    |                       |         |

| Frankrijk:     |    |                    |         |
|                |    |                    |         |
| GK             | 16 | Fabien Barthez     |         |
| RB             | 15 | Lilian Thuram      |         |
| CB             | 5  | Laurent Blanc      |         |
| CB             | 8  | Marcel Desailly    |         |
| LB             | 3  | Bixente Lizarazu   |         |
| RM             | 19 | Christian Karembeu | 65'     |
| DM             | 7  | Didier Deschamps   | 62'     |
| LM             | 17 | Emmanuel Petit     |         |
| AM             | 10 | Zinédine Zidane    |         |
| AM             | 6  | Youri Djorkaeff    |         |
| CF             | 9  | Stéphane Guivarc'h | 53' 65' |
| Wisselspelers: |    |                    |         |
| FW             | 12 | Thierry Henry      | 65'     |
| FW             | 20 | David Trezeguet    | 65'     |
| Coach:         |    |                    |         |
| Aimé Jacquet   |    |                    |         |

#### Halve finale
|                           |                 |         |           |                                                                                               |
| 8 juli 1998 21:00 (UTC+1) | Frankrijk       | 2 – 1   | Kroatië   | Stade de France, Saint-Denis Toeschouwers: 76.000 Scheidsrechter: José Garcia Aranda (Spanje) |
| 8 juli 1998 21:00 (UTC+1) | Thuram 47', 70' | Verslag | 46' Šuker | Stade de France, Saint-Denis Toeschouwers: 76.000 Scheidsrechter: José Garcia Aranda (Spanje) |

| Frankrijk | Kroatië |

| Frankrijk:     |    |                    |     |
|                |    |                    |     |
| GK             | 16 | Fabien Barthez     |     |
| RB             | 15 | Lilian Thuram      |     |
| CB             | 5  | Laurent Blanc      | 76' |
| CB             | 8  | Marcel Desailly    |     |
| LB             | 3  | Bixente Lizarazu   |     |
| RM             | 19 | Christian Karembeu | 31' |
| DM             | 7  | Didier Deschamps   |     |
| LM             | 17 | Emmanuel Petit     |     |
| AM             | 10 | Zinédine Zidane    |     |
| AM             | 6  | Youri Djorkaeff    | 77' |
| CF             | 9  | Stéphane Guivarc'h | 68' |
| Wisselspelers: |    |                    |     |
| FW             | 12 | Thierry Henry      | 31' |
| FW             | 20 | David Trezeguet    | 68' |
| DF             | 18 | Frank Lebœuf       | 77' |
| Coach:         |    |                    |     |
| Aimé Jacquet   |    |                    |     |

| Kroatië:          |    |                   |         |
|                   |    |                   |         |
| GK                | 1  | Dražen Ladić      |         |
| CB                | 4  | Igor Štimac       |         |
| CB                | 20 | Dario Šimić       | 88'     |
| CB                | 6  | Slaven Bilić      |         |
| RM                | 13 | Mario Stanić      | 75' 89' |
| CM                | 7  | Aljoša Asanović   | 45'     |
| DM                | 14 | Zvonimir Soldo    |         |
| CM                | 10 | Zvonimir Boban    | 63'     |
| LM                | 17 | Robert Jarni      |         |
| CF                | 19 | Goran Vlaović     |         |
| CF                | 9  | Davor Šuker       |         |
| Wisselspelers:    |    |                   |         |
| MF                | 11 | Silvio Marić      | 63'     |
| MF                | 8  | Robert Prosinečki | 89'     |
| Coach:            |    |                   |         |
| Miroslav Blažević |    |                   |         |

#### Finale
|                            |          |         |                               |                                                                                          |
| 12 juli 1998 21:00 (UTC+1) | Brazilië | 0 – 3   | Frankrijk                     | Stade de France, Saint-Denis Toeschouwers: 80.000 Scheidsrechter: Said Belqola (Marokko) |
| 12 juli 1998 21:00 (UTC+1) |          | Verslag | 27', 45+1' Zidane 90+2' Petit | Stade de France, Saint-Denis Toeschouwers: 80.000 Scheidsrechter: Said Belqola (Marokko) |

| Brazilië | Frankrijk |

| Brazilië:      |    |                  |     |
|                |    |                  |     |
| GK             | 1  | Claudio Taffarel |     |
| RB             | 2  | Cafú             |     |
| CB             | 3  | Aldair           |     |
| CB             | 4  | Junior Baiano    | 33' |
| LB             | 6  | Roberto Carlos   |     |
| RW             | 10 | Rivaldo          |     |
| CM             | 5  | César Sampaio    | 73' |
| CM             | 8  | Dunga            |     |
| LW             | 18 | Leonardo         | 46' |
| CF             | 20 | Bebeto           |     |
| CF             | 9  | Ronaldo          |     |
| Wisselspelers: |    |                  |     |
| MF             | 19 | Denílson         | 46' |
| FW             | 21 | Edmundo          | 73' |
| Coach:         |    |                  |     |
| Mário Zagallo  |    |                  |     |

| Frankrijk:     |    |                    |         |
|                |    |                    |         |
| GK             | 16 | Fabien Barthez     |         |
| RB             | 5  | Lilian Thuram      |         |
| CB             | 18 | Frank Lebœuf       |         |
| CB             | 8  | Marcel Desailly    | 48' 68' |
| LB             | 3  | Bixente Lizarazu   |         |
| RM             | 19 | Christian Karembeu | 56' 57' |
| DM             | 7  | Didier Deschamps   | 39'     |
| LM             | 17 | Emmanuel Petit     |         |
| AM             | 10 | Zinédine Zidane    |         |
| AM             | 6  | Youri Djorkaeff    | 74'     |
| CF             | 9  | Stéphane Guivarc'h | 66'     |
| Wisselspelers: |    |                    |         |
| MF             | 14 | Alain Boghossian   | 57'     |
| FW             | 21 | Christophe Dugarry | 66'     |
| MF             | 4  | Patrick Vieira     | 74'     |
| Coach:         |    |                    |         |
| Aimé Jacquet   |    |                    |         |

## Afbeeldingen

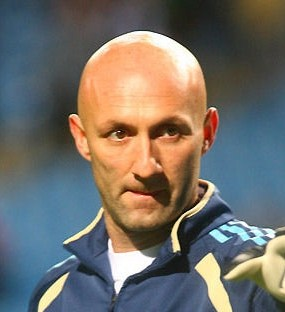
Fabien Barthez (doelman)
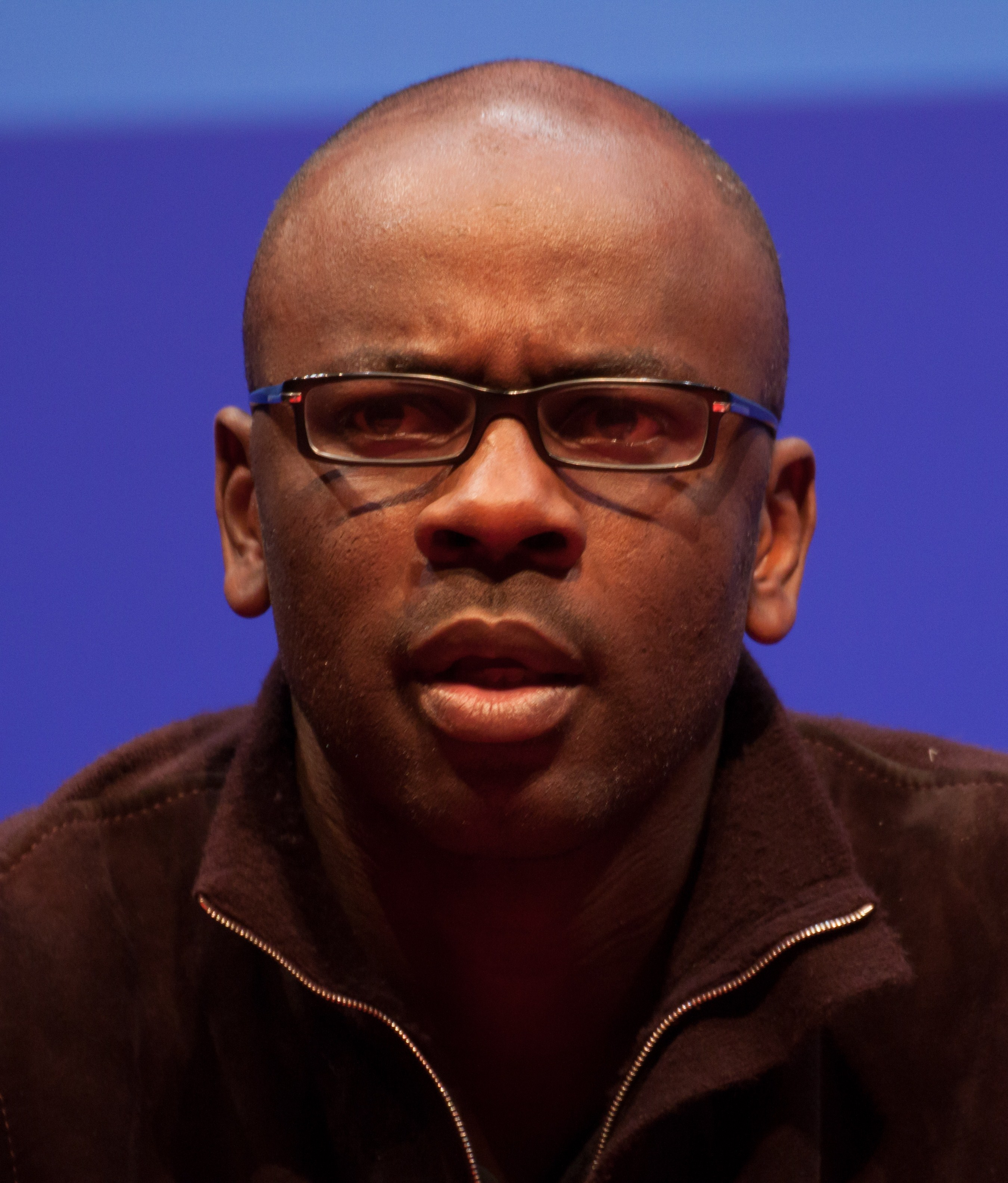
Lilian Thuram (verdediger)
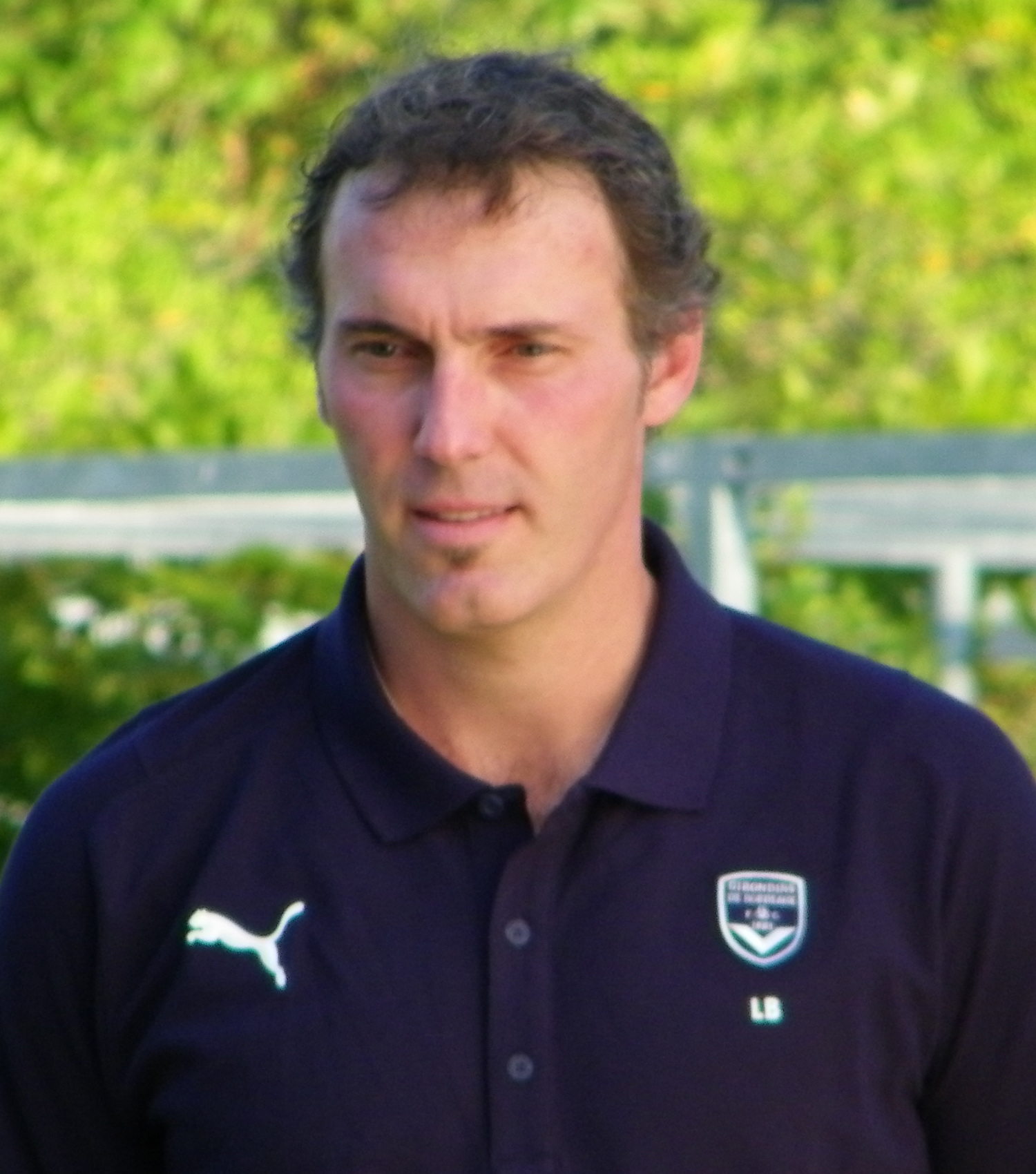
Laurent Blanc (verdediger)
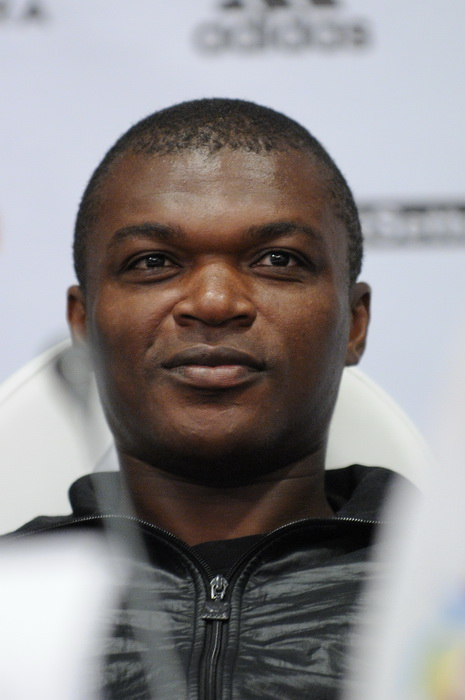
Marcel Desailly (verdediger)
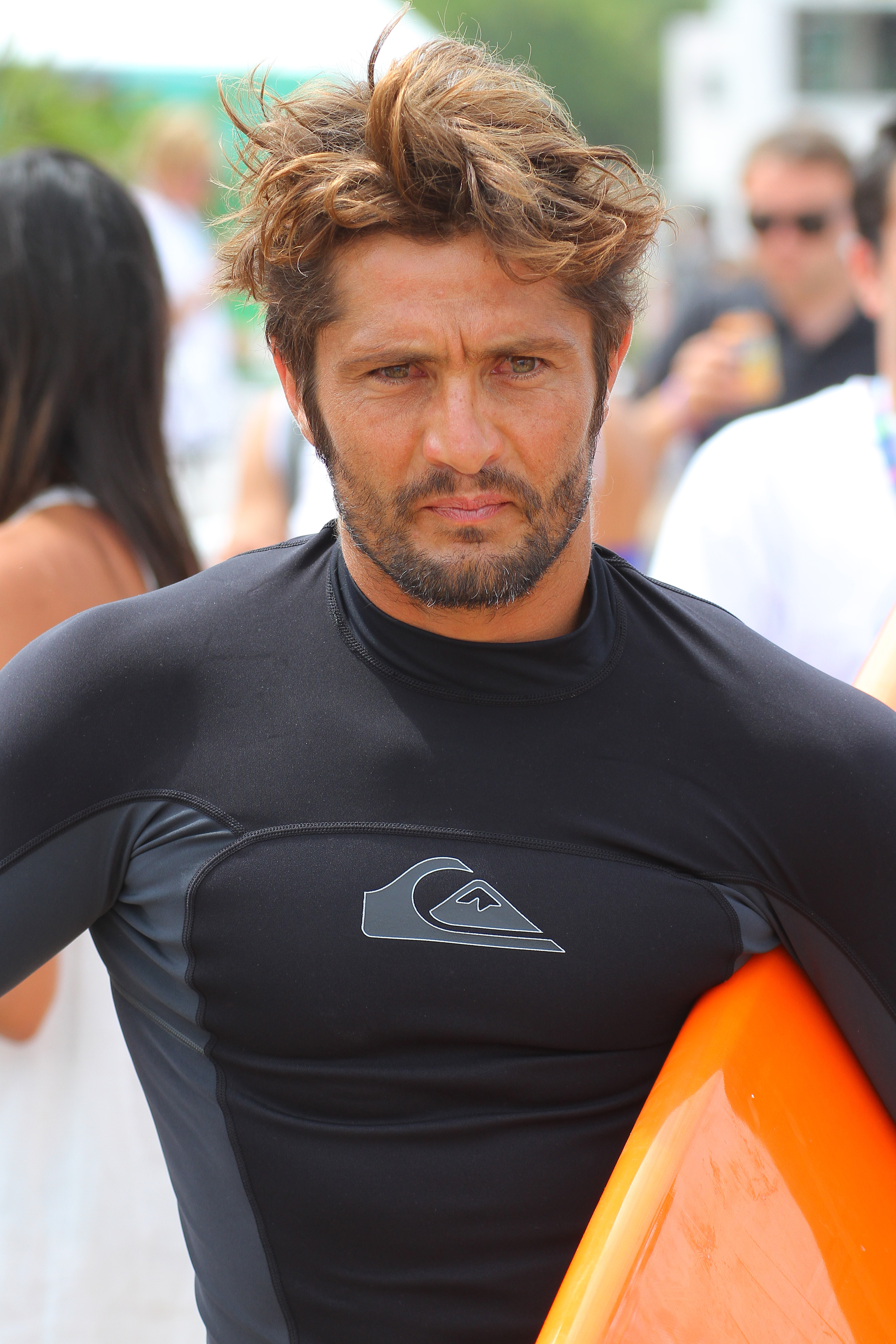
Bixente Lizarazu (verdediger)
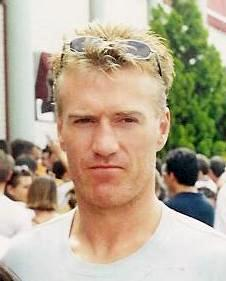
Didier Deschamps (middenvelder)
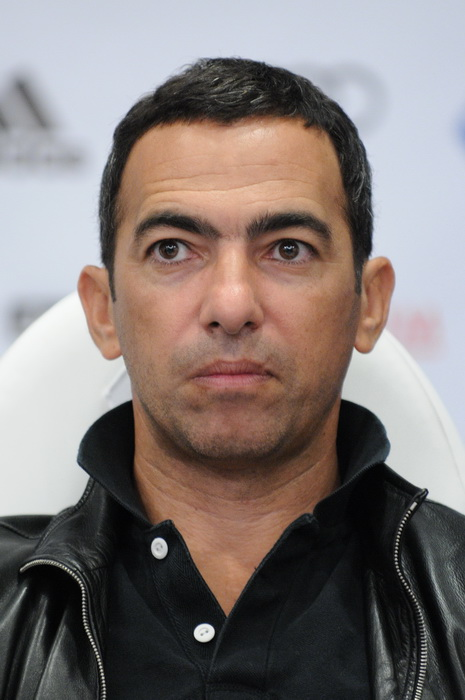
Youri Djorkaeff (middenvelder)
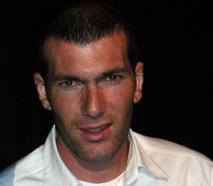
Zinédine Zidane (middenvelder)
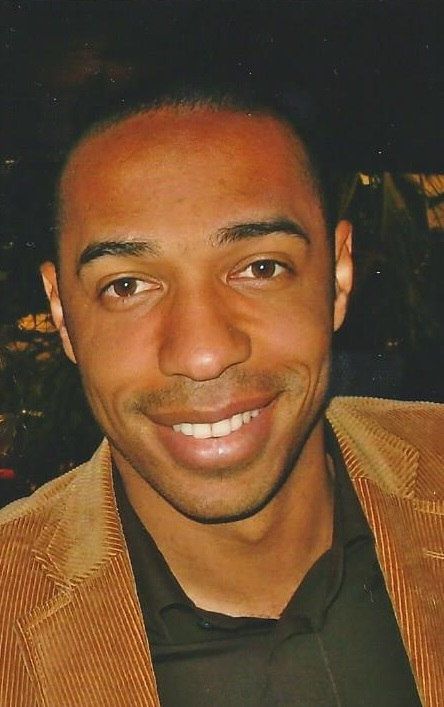
Thierry Henry (aanvaller)
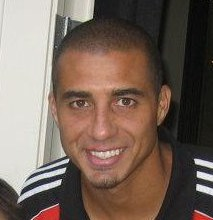
David Trezeguet (aanvaller)

FFF · A-internationals · Selecties · Bondscoaches · Frans vrouwenelftal · Olympisch elftal · Frankrijk U21 · Frankrijk U20 · Frankrijk U19 · Frankrijk U18 · Frankrijk U17 · Frankrijk U16 · Vrouwen U17
1904 – 1919 ·
1920 – 1929 ·
1930 – 1939 ·
1940 – 1949 ·
1950 – 1959 ·
1960 – 1969 ·
1970 – 1979 ·
1980 – 1989 ·
1990 – 1999 ·
2000 – 2009 ·
2010 – 2019 ·
2020 – 2029
EK's: 1984 · 
1992 · 
1996 · 
2000 · 
2004 · 
2008 · 
2012 · 
2016 · 
2020 · 
2024
WK's: 1930 · 
1934 · 
1938 · 
1954 · 
1958 · 
1966 · 
1978 · 
1982 · 
1986 · 
1998 · 
2002 · 
2006 · 
2010 · 
2014 · 
2018 · 
2022
OS: 1900 · 
1908 · 
1920 · 
1924 · 
1948 · 
1952 · 
1960 · 
1968 · 
1976 · 
1984 · 
1996 · 
2020
1904 · 
1905 · 
1906 · 
1907 · 
1908 · 
1909 · 
1910 · 
1911 · 
1912 · 
1913 · 
1914 · 
1915 · 1916 · 1917 · 1918 · 
1919 · 
1920 · 
1921 · 
1922 · 
1923 · 
1924 · 
1925 · 
1926 · 
1927 · 
1928 · 
1929 · 
1930 · 
1931 · 
1932 · 
1933 · 
1934 · 
1935 · 
1936 · 
1937 · 
1938 · 
1939 · 
1940 · 1941  · 
1942 · 
1943 · 1944  · 
1945 · 
1946 · 
1947 · 
1948 · 
1949 · 
1950 · 
1951 · 
1952 · 
1953 · 
1954 · 
1955 · 
1956 · 
1957 · 
1958 · 
1959 ·
1960 · 
1961 · 
1962 · 
1963 · 
1964 · 
1965 · 
1966 · 
1967 · 
1968 · 
1969 ·
1970 · 
1971 · 
1972 · 
1973 · 
1974 · 
1975 · 
1976 · 
1977 · 
1978 · 
1979 ·
1980 · 
1981 · 
1982 · 
1983 · 
1984 · 
1985 · 
1986 · 
1987 · 
1988 · 
1989 · 
1990 · 
1991 · 
1992 · 
1993 · 
1994 · 
1995 · 
1996 · 
1997 · 
1998 · 
1999 · 
2000 · 
2001 · 
2002 · 
2003 · 
2004 · 
2005 · 
2006 · 
2007 · 
2008 · 
2009 · 
2010 · 
2011 · 
2012 · 
2013 · 
2014 · 
2015 · 
2016 · 
2017 · 
2018 ·
2019 ·
2020 ·
2021 ·
2022 ·
2023
Albanië ·
Algerije ·
Andorra ·
Argentinië ·
Armenië ·
Australië ·
Azerbeidzjan ·
België ·
Bolivia ·
Bosnië en Herzegovina ·
Brazilië ·
Bulgarije ·
Canada ·
Chili ·
China ·
Colombia ·
Costa Rica ·
Cyprus ·
Denemarken ·
Duitse Democratische Republiek ·
Duitsland ·
Ecuador ·
Egypte ·
Engeland ·
Estland ·
Faeröer ·
Finland ·
Georgië ·
Gibraltar ·
Griekenland ·
Honduras ·
Hongarije ·
Ierland ·
IJsland ·
Iran ·
Israël ·
Italië ·
Ivoorkust ·
Jamaica ·
Japan ·
Joegoslavië ·
Kameroen ·
Kazachstan ·
Koeweit ·
Kroatië ·
Letland ·
Litouwen ·
Luxemburg ·
Malta ·
Marokko ·
Mexico ·
Moldavië ·
Nederland ·
Nieuw-Zeeland ·
Nigeria ·
Noord-Ierland ·
Noorwegen ·
Oekraïne ·
Oostenrijk ·
Paraguay ·
Peru · 
Polen ·
Portugal ·
Roemenië ·
Rusland ·
Saoedi-Arabië ·
Schotland ·
Senegal ·
Servië ·
Slovenië ·
Slowakije ·
Sovjet-Unie ·
Spanje ·
Togo ·
Tsjechië ·
Tsjecho-Slowakije ·
Tunesië ·
Turkije ·
Uruguay ·
Verenigde Staten ·
Wales ·
Wit-Rusland ·
Zuid-Afrika ·
Zuid-Korea ·
Zweden ·
Zwitserland
Albanië (2016) ·
Argentinië (2018) ·
Argentinië (2022) ·
Australië (2018) · 
België (1904) · 
België (2018) · 
Brazilië (1998) · 
Brazilië (2006) · 
Denemarken (2002) · 
Denemarken (2018) ·
Duitsland (2014) · 
Duitsland (2021) · 
Ecuador (2014) · 
Engeland (1982) · 
Engeland (2012) · 
Engeland (2022) ·
Honduras (2014) · 
Hongarije (2021) · 
Italië (2000) · 
Italië (2006) · 
Italië (2008) · 
Japan (2001) · 
Kameroen (2003) · 
Koeweit (1982) · 
Kroatië (2018) · 
Marokko (2022) ·
Mexico (2010) · 
Nederland (2008) · 
Nigeria (2014) ·
Noord-Ierland (1982) · 
Oekraïne (2012) · 
Oostenrijk (1982) · 
Peru (2018) · 
Polen (1982) · 
Polen (2022) ·
Portugal (2006) · 
Portugal (2016) ·
Portugal (2021) ·
Roemenië (2008) ·
Roemenië (2016) ·
Senegal (2002) · 
Spanje (1984) ·
Spanje (2006) ·
Spanje (2012) ·
Spanje (2021) ·
Togo (2006) ·
Tsjecho-Slowakije (1982) ·
Uruguay (2002) ·
Uruguay (2010) ·
Uruguay (2018) ·
Zuid-Afrika (2010) ·
Zuid-Korea (2006) ·
Zweden (2012) ·
Zwitserland (2006) ·
Zwitserland (2014) ·
Zwitserland (2016) ·
Zwitserland (2021)